# Prestfjorden
Prestfjorden er en fjord mellem Langøya i øst og Skogsøya i vest i Øksnes kommune i Nordland fylke  i Norge. Fjorden starter på sydsiden af Gåsøya i nord og går 9,5 kilometer mod syd langs østsiden af Skogsøya til Reinøya.
Høydalen er en bygd som ligger på østsiden af fjorden, og lidt længere mod syd  ligger landsbyen Myre, som er administrationscenter i Øksnes kommune. Byen ligger delvis på Sommarøya som ligger i fjorden. På Skogsøya er der få bebyggelser langs fjorden. Mod syd går fjorden frem til Steinlandsfjorden og Romsetfjorden.